# 최수진 (화학자)
최수진(1968년 4월 16일~)은 대한민국의 화학자, 정치인으로 제22대 국회의원을 역임하고 있다.
경희대학교 화학과를 졸업했으며 경희대학교 대학원에서 석사와 박사 학위를 취득했다. 대웅제약의 연구소장을 거쳐서 OCI 부사장, 파노로스바이오사이언스의 대표직을 맡기도 했으며 한국공학대학교의 교수직로 재직했다.
한국공학대학교의 교수직으로 재직중이던 2023년 12월, 국민의힘에 인재 영입 형태로 입당했다. 제22대 국회의원 선거를 앞두고 비례대표 출마를 위해 국민의힘의 위성정당인 국민의미래로 이적했으며 비례대표 순번 3번에 공천되었다. 선거 결과 당선권에 들면서 제22대 국회의원에 당선되었다.

## 학력
- 1984. 3.~1987. 2. 영등포여자고등학교 졸업
- 1988. 3.~1993. 2. 경희대학교 화학과 학사
- 1993. 3.~1995. 2. 경희대학교 자연과학대학원 유기화학 석사
- 1996. 3.~2001. 2. 경희대학교 자연과학대학원 유기화학 박사
- 2006. 3.~2008. 2. KAIST MBA 경영학 석사

## 경력
- 1995. 2.~2013. 6. 대웅제약 연구소 연구본부장
- 2010. 1. 대한과학회 종신회원
- 2013. 7.~2016. 7. 산업통상자원부 한국산업기술평가관리원 바이오PD
- 2016. 11.~2018. 7. 산업통상자원부 R&D 전략기획단 신산업 MD
- 2018. 7.~2021. 4. OCI 바이오사업부 부사장
- 2019. 1. 산업통상자원부 산업융합규제특별심의위원회 위원
- 2019. 5. 보건복지부 보건의료기술 정책심의위원회 기획 전문위원
- 2021. 5.~2023. 9. 중소벤처기업진흥공단 윤리인권경영위원회 위원
- 2021. 5.~2023. 3. (주)파노로스바이오사이언스 대표이사
- 2023. 3.~2024. 5. 한국공학대학교 특임교수
- 2023. 9.~2024. 2. 한국과학기술사업화진흥원 비상임이사
- 2023. 11. 한국바이오경제학회 부회장
- 2024. 1. 한국 생물공학회 부회장
- 2024. 2.~2024. 4. 국민의미래 입당
- 2024. 3.~2024. 4. 국민의미래 비례대표 국회의원 후보
- 2024. 3.~2024. 4. 국민의미래 4·10 총선 중앙선거대책위원회 부위원장
- 2024. 4. 10. 대한민국 제22대 국회의원 선거 당선(비례대표, 국민의미래, 초선)
- 2024. 5.~ 제22대 국회의원(비례대표, 국민의힘)
  - 2024. 6.~2024. 8. 제22대 국회 전반기 과학기술정보방송통신위원회 위원
    - 제22대 국회 전반기 과학기술정보방송통신위원회 예산결산심사소위원회 위원

  - 한국경제의 글로벌 경쟁력 강화를 위한 모임 구성의원
  - 국회 AI와 우리의 미래 대표의원
  - 지속 가능 성장을 위한 구조개혁 실천 포럼 구성의원
  - 2024. 8.~2024. 8. 제22대 국회 전반기 문화체육관광위원회 위원
  - 2024. 8.~ 제22대 국회 전반기 과학기술정보방송통신위원회 위원
  - 2025. 7.~ 제22대 국회 전반기 국회운영위원회 위원
    - 제22대 국회 전반기 국회운영위원회 청원심사소위원회 위원
- 2024. 6.~2024. 7. 국민의힘 정책위원회 산하 시급한 민생 현안 해결을 위한 AI·반도체특별위원회 위원
- 2024. 6.~2024. 7. 국민의힘 수석대변인
- 2024. 9.~2025. 6. 국민의힘 딥페이크 성범죄 대응을 위한 특별위원회 위원
- 2024. 9.~2024. 12. 국민의힘 격차해소특별위원회 위원
- 전쟁기념사업회 정책자문위원회 선임자문위원
- 2024. 9.~: 국민의힘 호남동행 국회의원 발대식 명예의원(전라남도 신안군)
- 2024.12.~2025. 6. 국민의힘 원내부대표
- 2025. 1.~2025. 6. 국민의힘 전략기획특위원
- 2025. 4.~: 국민의힘 SKT 소비자 권익 및 개인정보보호 태스크포스 위원
- 2025. 5.~2025. 6.: 제21대 대통령 선거 국민의힘 김문수 대통령 후보 방송토론기획본부 부본부장(정책총괄단장)
- 2025. 5.~2025. 6.: 제21대 대통령 선거 국민의힘 김문수 대통령 후보 전략기획위원회 공동본부장
- 2025. 6.~2025. 7.: 국민의힘 원내대변인
- 2025. 7.~2025. 7.: 국민의힘 비상대책위원회 수석대변인

## 전과
- 도로교통법위반(음주운전): 벌금 100만원 - 2002년 5월 27일 선고[3]

## 역대 선거 결과
| 실시년도 | 선거   | 대수 | 직책     | 선거구   | 정당       | 득표수       | 득표율          | 순위         | 당락 | 비고 |
| -------- | ------ | ---- | -------- | -------- | ---------- | ------------ | --------------- | ------------ | ---- | ---- |
| 2024년   | 총선   | 22대 | 국회의원 | 비례대표 | 국민의미래 | 10,395,264표 | \| \| 36.67% \| | 비례대표 3번 |      | 초선 |
|          | 36.67% |      |          |          |            |              |                 |              |      |      |

## 소속 정당
| 소속 정당 | 소속 정당  | 소속 기간 | 비고      |
| --------- | ---------- | --------- | --------- |
|           | 국민의힘   | 2024      | 정계 입문 |
|           | 무소속     | 2024      | 탈당      |
|           | 국민의미래 | 2024      | 입당      |
|           | 국민의힘   | 2024~현재 | 합당      |

## 같이 보기
- 대한민국 제22대 국회의원 선거 국민의미래 후보 목록#비례대표